# Handball-Regionalliga Bayern (Frauen)
Die Regionalliga Bayern (Frauen) wurde im Zuge einer Ligenstrukturreform des Deutschen Handballbundes (DHB) zur Saison 2024/25 eingeführt. Sie wird unter dem Dach des Bayerischen Handballverbandes (BHV) organisiert und ist die höchste Spielklasse des Landesverbandes. Sie ersetzt die bis dahin bestehende  Handball-Bayernliga. Die RL-By ist nach der Bundesliga, der 2. Bundesliga und der 3. Liga eine der vierthöchsten Spielklassen im deutschen Handball. Als Unterbau der RL-Bayern dient die in Nord- und Südgruppen unterteilte Oberliga Bayern.
BHV-Pokal: Neben der Bayerischen Meisterschaft wird auch der Molten-CUP (BHV-Pokal) auf Landesebene ausgespielt. Der Cupsieger dieses Wettbewerbes ist Bayerischer Pokalsieger und direkt für die erste Hauptrunde des DHB-Pokals (Frauen)  qualifiziert.

## Geschichte
Nach Abschluss der Bayernligsaison 2023/24 hatten sich hierzu zwölf Vereine für die RL-Bayern qualifiziert. Dies waren ein Absteiger aus der 3. Liga (Frauen), acht Teams aus der Bayernliga und drei Aufsteiger aus der Landesliga. Die bisher untergeordnete Landesliga wurde ab der Saison 2024/25 in Oberliga umbenannt.

### Modus
Im Verlaufe einer Saison treten zwölf Teams gegeneinander an und ermitteln in einer Hin- und Rückrunde den Bayerischen Meister, der sich für die Aufstiegsrelegation zur 3. Liga (Frauen) qualifiziert.
Es steigen so viele Mannschaften ab (maximal drei), bis die Staffelstärke von zwölf Teams incl. zwei Aufsteigern aus der Oberliga Bayern und möglichen Absteigern aus der 3. Liga erreicht ist.

## Saison 2025/26

### Mannschaften 2025/26
| - TSV Schwabmünchen (A) - TSV EBE Forst United - SG Mintraching/Neutraubling - MTV Stadeln - ESV 1927 Regensburg II - HT München - TSV Herrsching - TSV Vaterstetten - SV München-Laim - HaSpo Bayreuth (N) - FC Bayern München (N) - HC Sulzbach-Rosenberg (N) |

- (A) =  Absteiger aus der 3. Liga. (N) = Neu in der Liga (Aufsteiger), (R) = Rückzug

## Meister

### Bayerische Meisterschaften
| Saison  | Bayerischer Meister       | Liga  |
| ------- | ------------------------- | ----- |
| 1971/72 | 1. FCN od. FCB            | I I   |
| 1972/73 | DJK Würzburg              | I I   |
| 1973/74 | DJK Sportbund München-Ost | I I   |
| 1974/75 | Post SV München           | I I I |
| 1975/76 | ESV Traunstein            | I I I |
| 1976/77 | noch nicht bekannt        | I I I |
| 1977/78 | HG TV 1860 Fürth          | I I I |
| 1978/79 | noch nicht bekannt        | I I I |
| 1979/80 | noch nicht bekannt        | I I I |
| 1980/81 | TSV Pyrbaum               | I I I |
| 1981/82 | TV Jahn Augsburg          | I I I |
| 1982/83 | TSV 1865 Dachau           | I I I |
| 1983/84 | TSV Milbertshofen         | I I I |
| 1984/85 | HG Regensburg             | I V   |
| 1985/86 | 1. FC 01 Bamberg          | I V   |
| 1986/87 | HCD Gröbenzell            | I V   |
| 1987/88 | HG Quelle Fürth           | I V   |
| 1988/89 | TSV Trudering             | I V   |
| 1990/91 | SG DJK/FCA Augsburg       | I V   |

| Saison  | Bayerischer – Meister | Liga |
| ------- | --------------------- | ---- |
| 1989/90 | SV Bergtheim          | I V  |
| 1991/92 | TSV Pyrbaum           | I V  |
| 1992/93 | TSG Augsburg-Hochzoll | I V  |
| 1993/94 | HG Regensburg         | I V  |
| 1994/95 | DJK Würzburg          | I V  |
| 1995/96 | TSV Milbertshofen     | I V  |
| 1996/97 | TSV 1865 Dachau       | I V  |
| 1997/98 | ESV 1927 Regensburg   | I V  |
| 1998/99 | HCD Gröbenzell        | I V  |
| 1999/00 | 1. FC Nürnberg        | I V  |
| 2000/01 | DJK Taufkirchen       | I V  |
| 2001/02 | TSV Vaterstetten      | I V  |
| 2002/03 | ASV Dachau            | I V  |
| 2003/04 | SV Bergtheim          | I V  |
| 2004/05 | TSV Haunstetten       | I V  |
| 2005/06 | TSV Ismaning          | I V  |
| 2006/07 | TV Weidhausen         | I V  |
| 2007/08 | ESV 1927 Regensburg   | I V  |
| 2008/09 | TSV Ismaning          | I V  |

| Saison    | Bayerischer – Meister       | Liga |
| --------- | --------------------------- | ---- |
| 2009/10   | HSV Bergtheim               | I V  |
| 2010/11   | TSV Haunstetten             | I V  |
| 2011/12   | HSV Bergtheim               | I V  |
| 2012/13   | HCD Gröbenzell              | I V  |
| 2013/14   | HaSpo Bayreuth              | I V  |
| 2014/15   | HSV Bergtheim               | I V  |
| 2015/16   | HG Zirndorf                 | I V  |
| 2016/17   | TS Herzogenaurach           | I V  |
| 2017/18   | HSG Würm-Mitte              | I V  |
| 2018/19   | ASV Dachau                  | I V  |
| 2019/20   | HSG Würm-Mitte              | I V  |
| 2020/21   | nicht ausgespielt           | I V  |
| 2021/22   | TSV Haunstetten II          | I V  |
| 2022/23   | SG Mintraching/Neutraubling | I V  |
| 2023/24   | TSV Schwabmünchen           |      |
| seit 2024 | Regionalliga Bayern         | I V  |
| 2024/25   | TSV Ismaning                | I V  |
| 2025/26   |                             | I V  |
| 2026/27   |                             | I V  |

  2011/12 ist der TSV Ismaning als Vizemeister aufgestiegen, 2014/15 kein bayerischer Aufsteiger wegen Ligareduzierung der 3. Liga.
 2021/22 TSV EBE Forst United steigt als Vizemeister auf, da TSV Haunstetten I bereits 3. Liga spielt.